# Massís de Taba
El massís de Taba, Tabe en francès, (també anomenat de Sant Bertomieu, de La Frau o muntanya de Taba) és un massís muntanyós del vessant nord dels Pirineus, situat al departament de l'Arieja. Constitueix un contrafort aïllat dins la serralada que obliga el riu Arieja, en el seu curs natural sur-nord vers la plana, a desviar-se cap a l'oest una trentena de quilòmetres.

## Toponímia
El nom de Taba prové de l'occità «Tava/Tabo». La primera menció escrita del nom del massís la trobem en un document en occità del 1075 del cartulari de Cluny (amb la forma de Tava, fonèticament ['tabo] en la pronúncia occitana moderna). En altres documents en occità posteriors hi trobem la forma Tava el 1295, Tabo el 1316 i Taba el 1350. L'etimologia de "Tava/Taba/Tabo" es desconeix.
Paral·lelament, algunes fonts han volgut fer provenir aquest topònim del mont Tabor de Palestina, on va tenir lloc l'episodi bíblic de la Transfiguració de Crist. Aquesta temptativa etimològica la trobem en un principi sota la forma d'una llatinització artificial de la mà de B. Hélie (1540): «ad haec supremo montis, qui taburus dicitur...» i «Taburi montis stagnum»; més tard a través d'una juxtaposició amb d'Olhagaray (1609): «Il est nécessaire de savoir que Tabe ou Tabor est la plus haute montagne ès monts Pyrénées...». D'aquesta manera, a partir de finals del segle XIX, l'etimologia provinent de Thabor va tendir a adquirir un caràcter oficial.
Tanmateix, l'existència del testimoni de 1075 desmenteix les teories palestines de l'origen del nom. L'assimilació Tava = Tabòr no és possible, ja que representaria un desplaçament precoç de l'accent tònic i una evolució de la -a postònica en [o] ja al segle XI.

## Geografia
El punt més alt del massís de Taba és el pic de Solarac, de 2 368 metres d'altitud, tot i que el cim més conegut és el de Sant Bertomieu, de 2 348 metres. El cim més remarcable a l'extrem occidental dels massís és el mont Forcat (2 001 m), Fourcat en francès. Entre aquest parell de grups muntanyosos hi ha una successió de cims més modestos disposats en filera, que formen un circ en direcció nord i que constitueix la conca de drenatge del Touyre. El massís limita al sud i l'oest amb la vall de l'Arieja, a l'est amb l'Èrç (que neix a l'extrem sud-est del massís, a la Font del Drazet) i al nord par les valls del Touyre, del Lasset i la de la Baura (també anomenada vall de Lesponne).
La pedrera de talc de Trimons, situada al vessant est-sud-est del Solarac, a 1 800 metres d'altitud, és una de les més importants del món en termes de producció. Per la seva banda existia també al vessant nord la mina de talc de Fangàs, tancada des del 1966.
Al massís de Taba hi ha alguns llacs, els més importants dels quals són l'estany del Diable, l'estany de les Truites, l'estany d'Api, l'estany Tort, el llac de Moulzoune (artificial) i l'estany Superior.

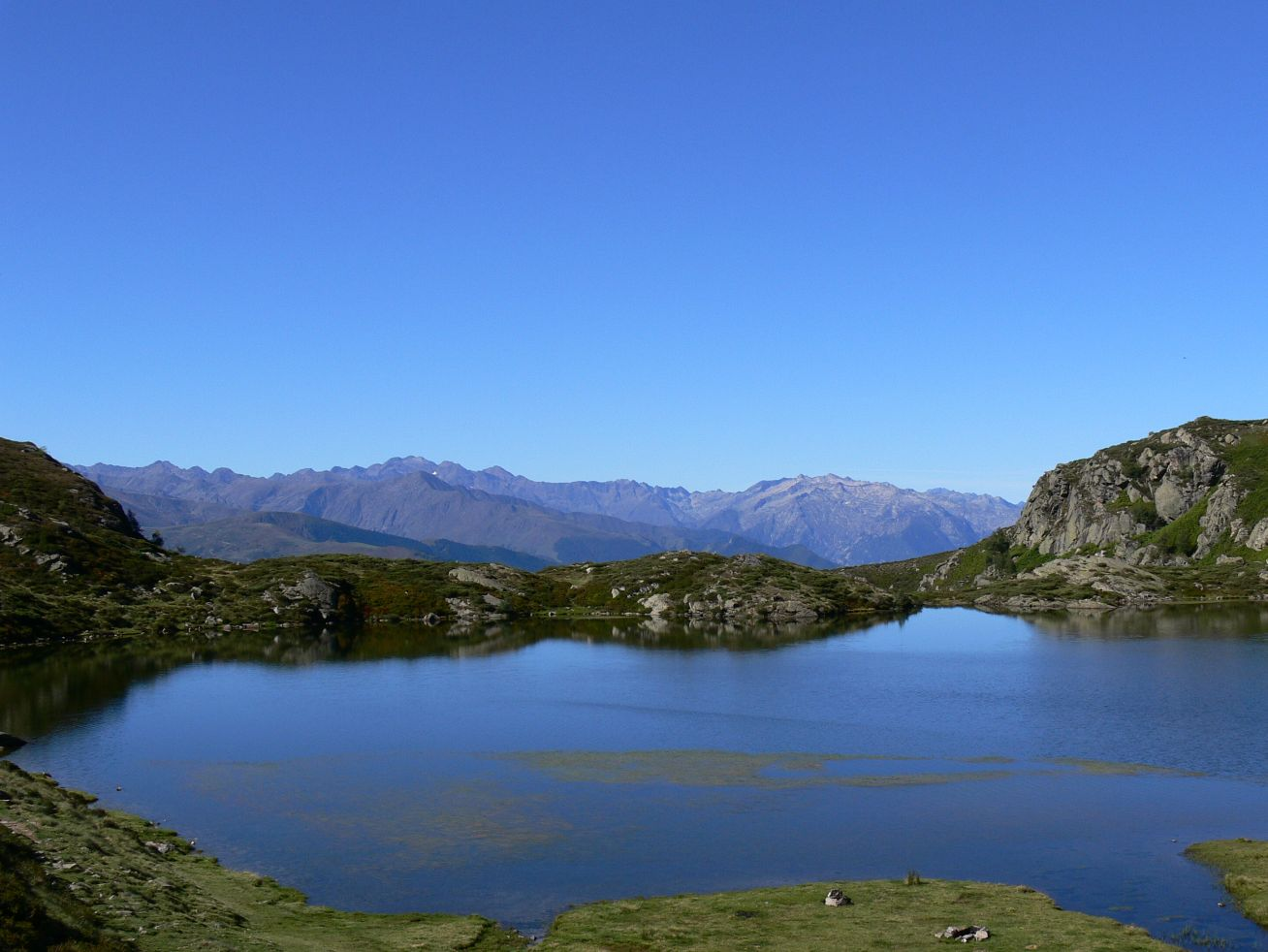
L'estany d'Api, al vessant sud del massís de Taba. Al fons, els Pirineus ariegesos i andorrans.

### Cims principals
- Pic de Solarac: 2 368 m (punt culminant del massís).
- Pic de Sant Bertomieu: 2 348 m.
- Punta sense nom de 2 276 m, a 500 metres al N del pic de Sant Bertomieu.
- Pic dels Bugarels: 2 222 m.
- Pic sense nom de 2 169 m, a 500 m a l'E del coll de Girabal.
- Pic Galinat: 2 115 m.
- Pic del Han: 2 074 m.
- Mont Forcat: 2 001 m.

- Cim de l'Estanhòl (Estagnole, en francès): 1 934 m.
- Pic Forcat: 1 929 m.
- La Frau: 1 925 m.
- Roca d'Escaramús: 1 868 m.
- El Pradas: 1 812 m.
- Pic de la Lauzate: 1 800 m.
- Serrat de Caudeval: 1 800 m.
- El Planas: 1 638 m.
- Roc de la Gorga (Gourgue, en francès): 1 618 m.
- El Colobra (Couloubre, en francès): 1 560 m.
- Senyal de Chioula: 1 507 m.